# Monument aux morts de Jougne
Le Monument aux morts de Jougne, réalisé par l'architecte Paul Robbe en 1924, est situé à Jougne dans le département français du Doubs.

## Historique
À l'origine, l'architecte local Paul Robbe propose 2 projets de monuments aux morts réalisés en plâtre qui sont actuellement exposés au musée municipal. Le  projet A jugé trop sobre a été délaissé au profit du projet B (voir les photos de la galerie).
Le monument dont les sculptures sont dues à Albert David et Joseph Le Morvan, est inscrit au titre des monuments historiques en 2004.
Paul Robbe a fait poser son fils Henri pour la réalisation de l'écolier.

## Description
Un socle en granit supporte un groupe en marbre de Carrare composé de 5 éléments : au centre, un livre où sont gravés les noms des 50 soldats de la commune tombés lors de la Première Guerre mondiale et ceux de 2 soldats morts au cours de la Seconde Guerre mondiale. Ce livre est surmonté de la statue de Marianne coiffée du bonnet phrygien, brandissant un flambeau de la main droite et tenant une couronne de laurier de l'autre main. A gauche, un obus est entouré d'une guirlande de laurier. A droite se tient un poilu équipé au repos, l'arme au pied qui regarde les passants. Sur le dernier degré du socle un écolier, cartable sous le bras, tournant le dos à la place, lit le nom des soldats morts pour la France. Le dos du socle présente un bas-relief intitulé l'attaque, signé Albert David.
La statue de l'écolier, accidentée en 1925, a été réparée par le sculpteur Georges Laëthier de Besançon. L'écolier se tient désormais une marche plus haut et porte son cartable de la main droite alors que celui-ci était originellement placé en bandoulière.

## Galerie

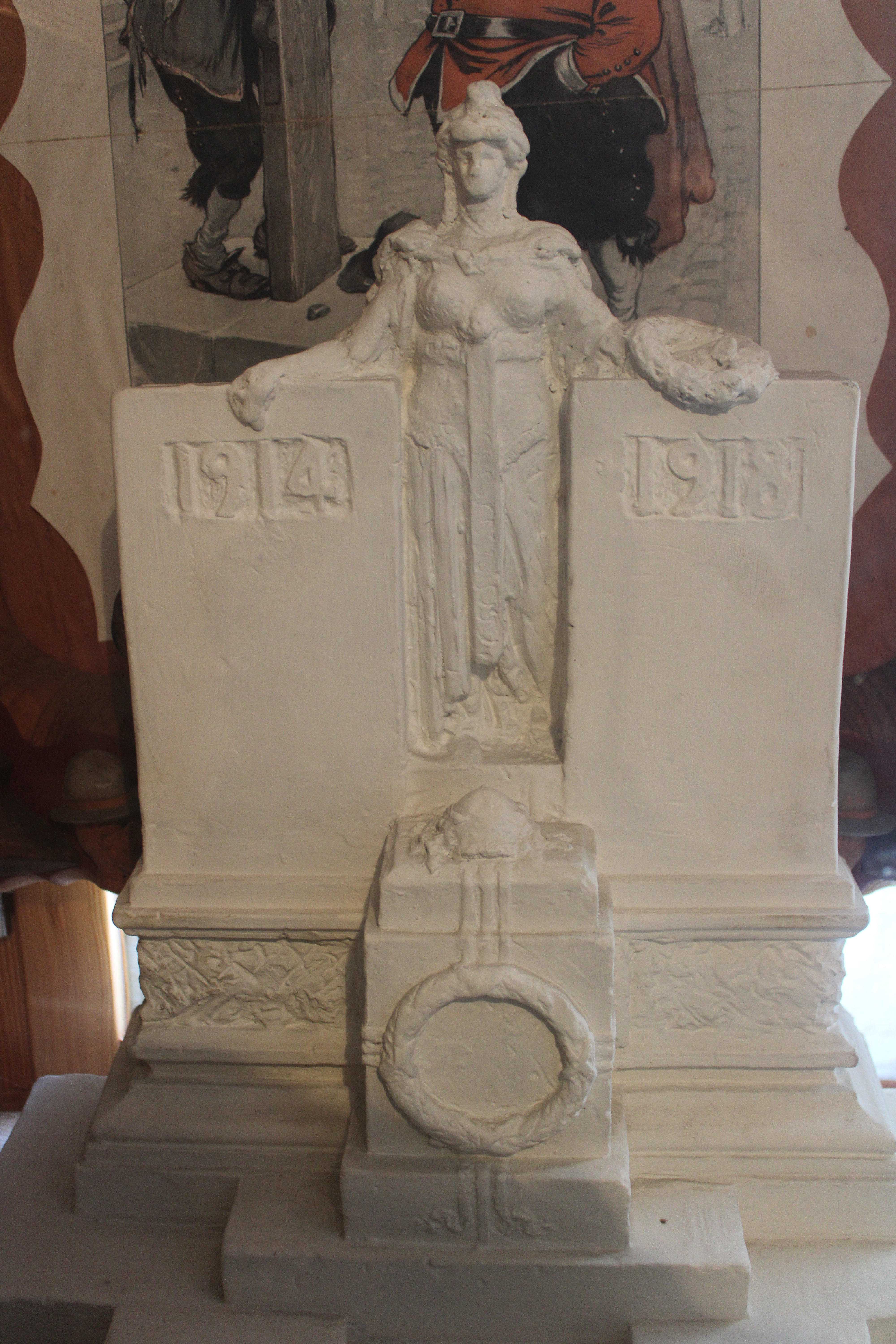
Projet A en plâtre non retenu. (musée municipal)
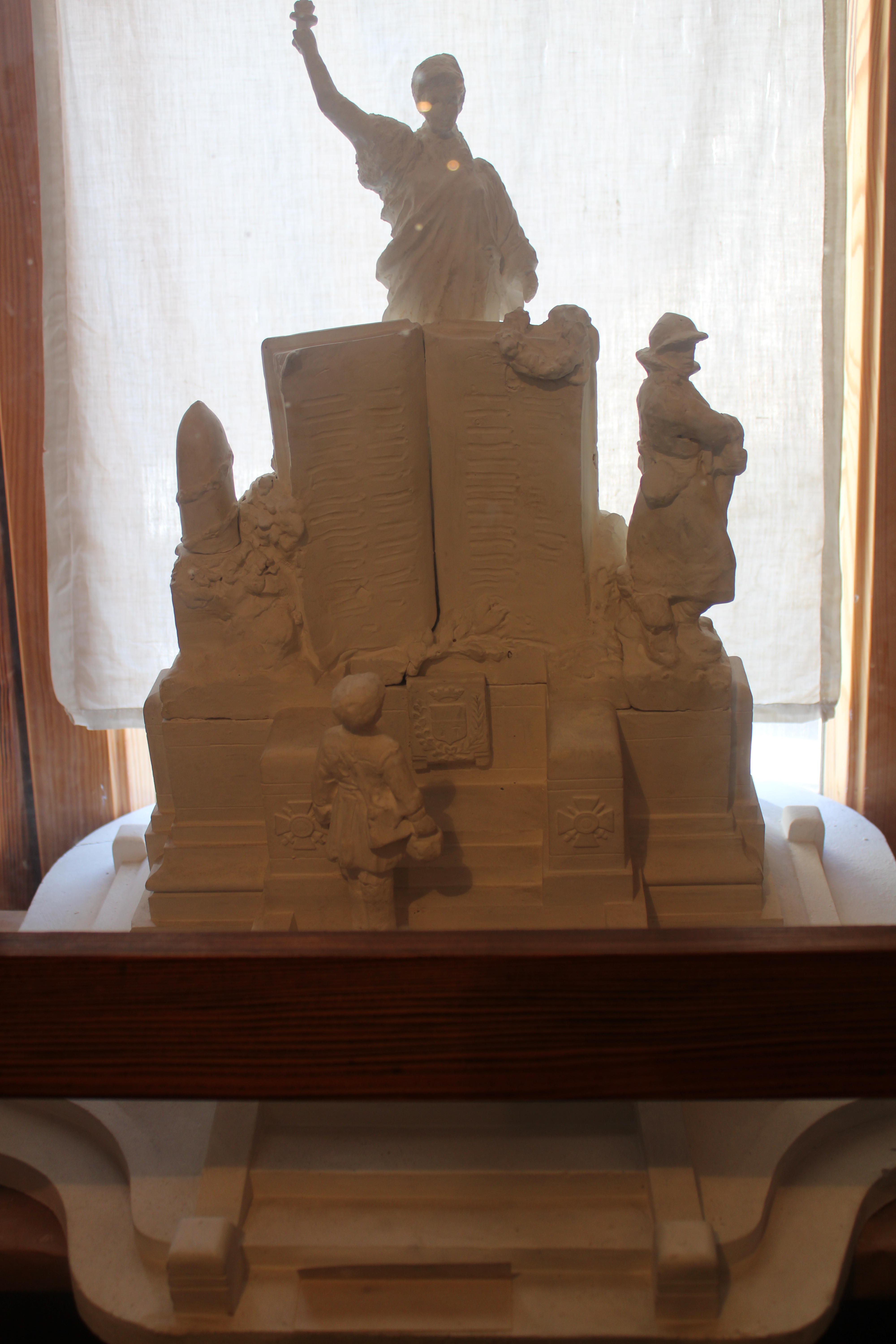
Projet B en plâtre retenu. (musée municipal)
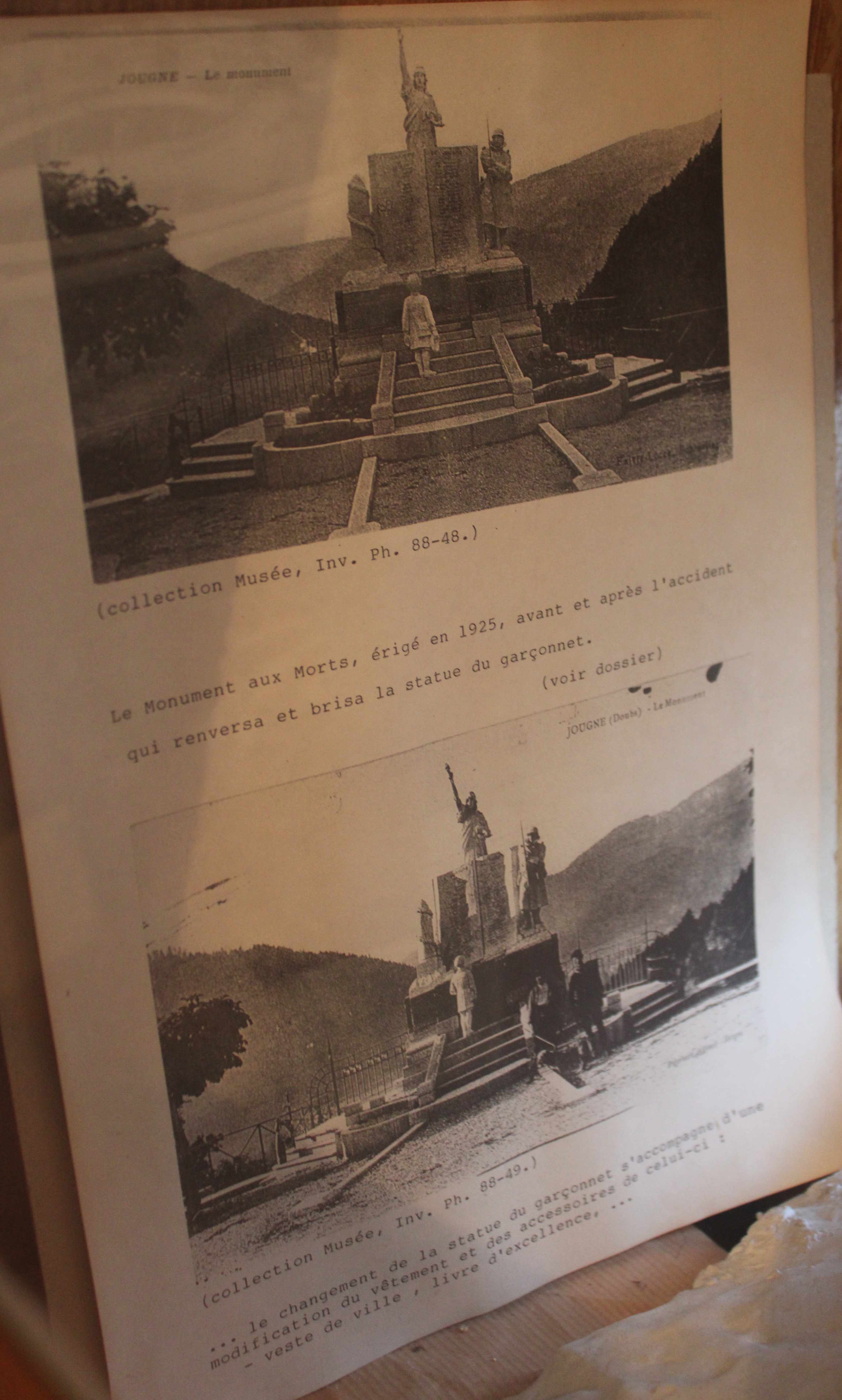
Photos montrant la différence de l'écolier après restauration(document musée municipal).
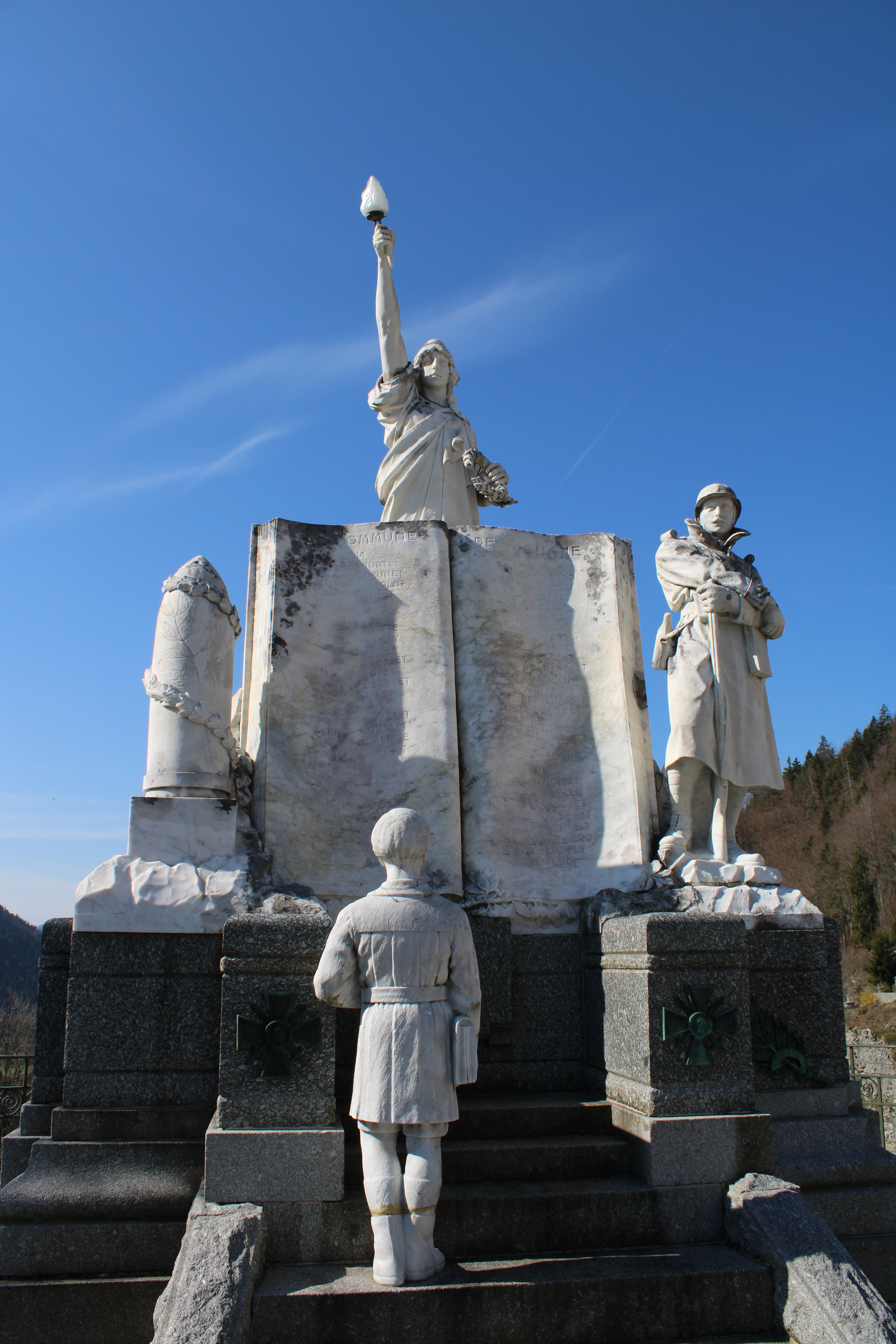
Vue générale.
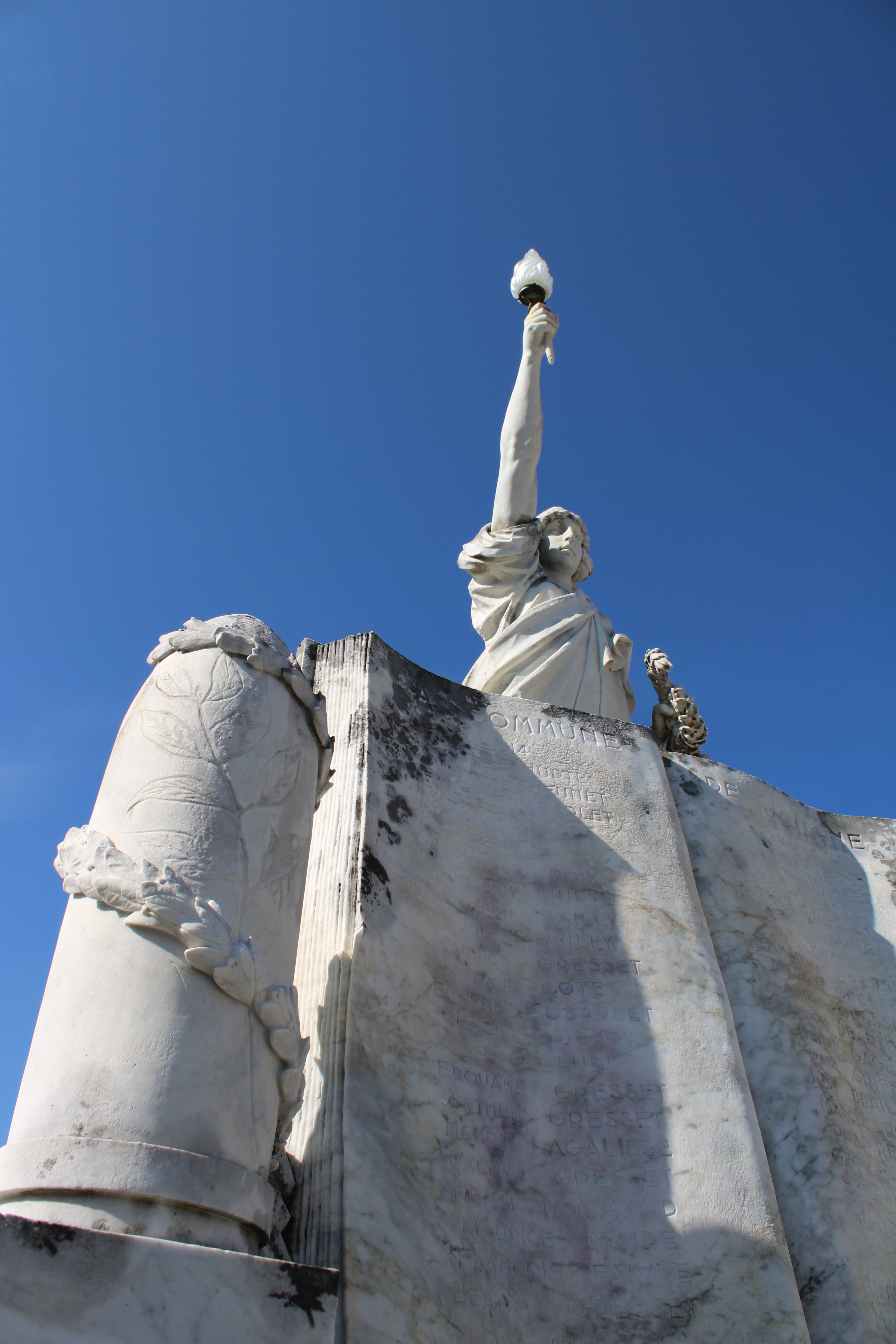
A gauche un obus entouré d'une guirlande de laurier.
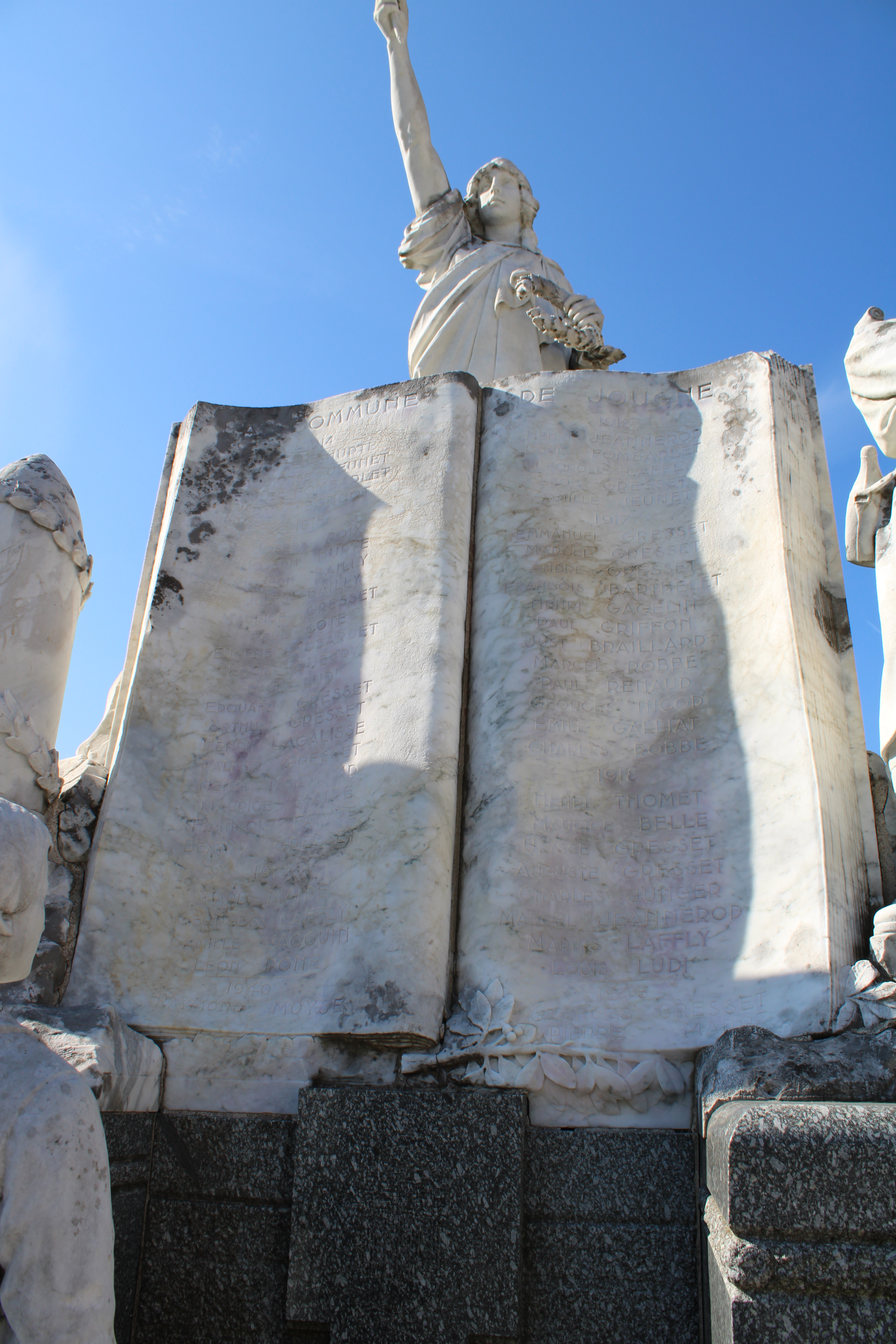
Au centre, livre où sont gravés les noms des 50 soldats de la commune morts lors de la Première Guerre mondiale.
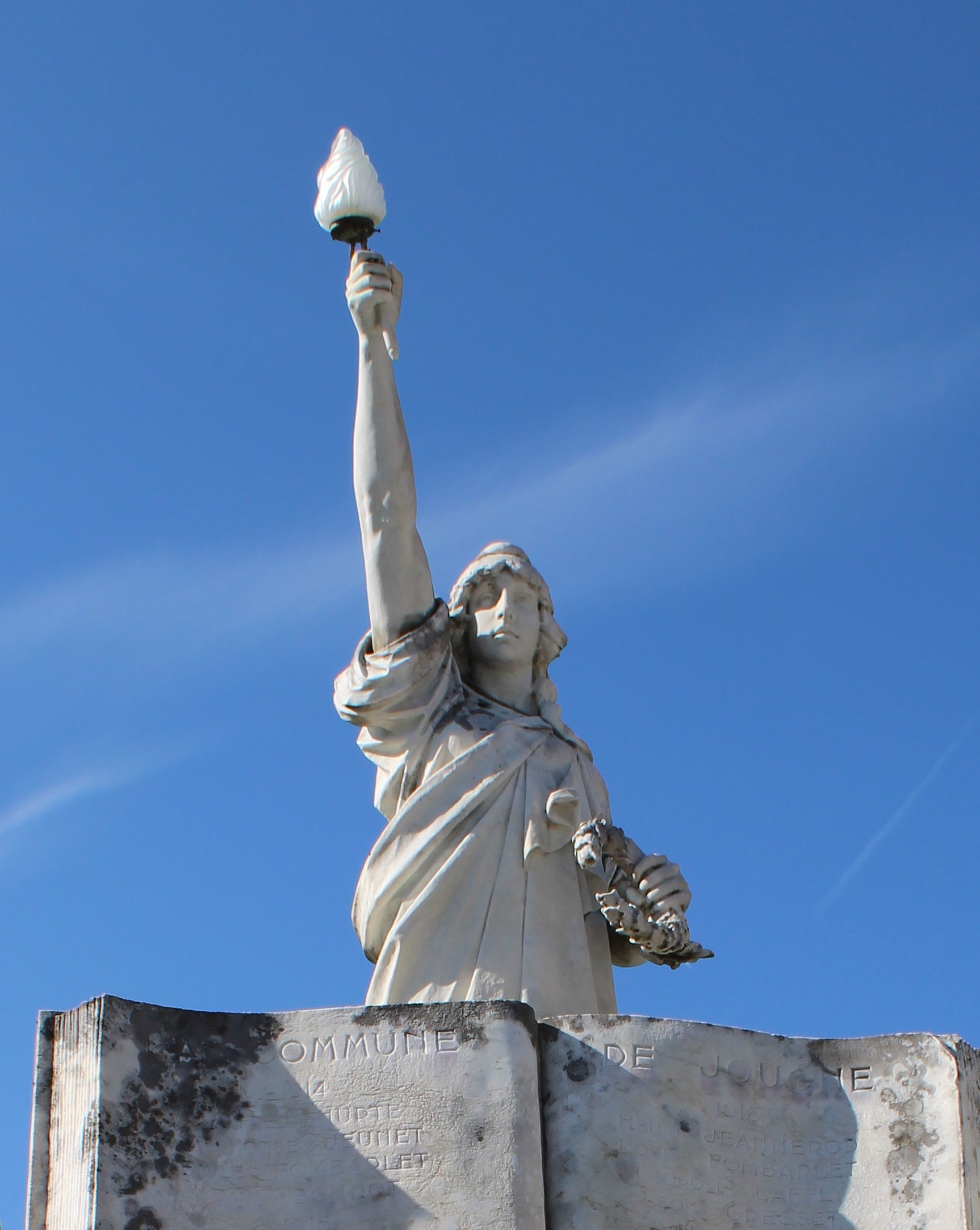
Statue de Marianne brandissant son flambeau.
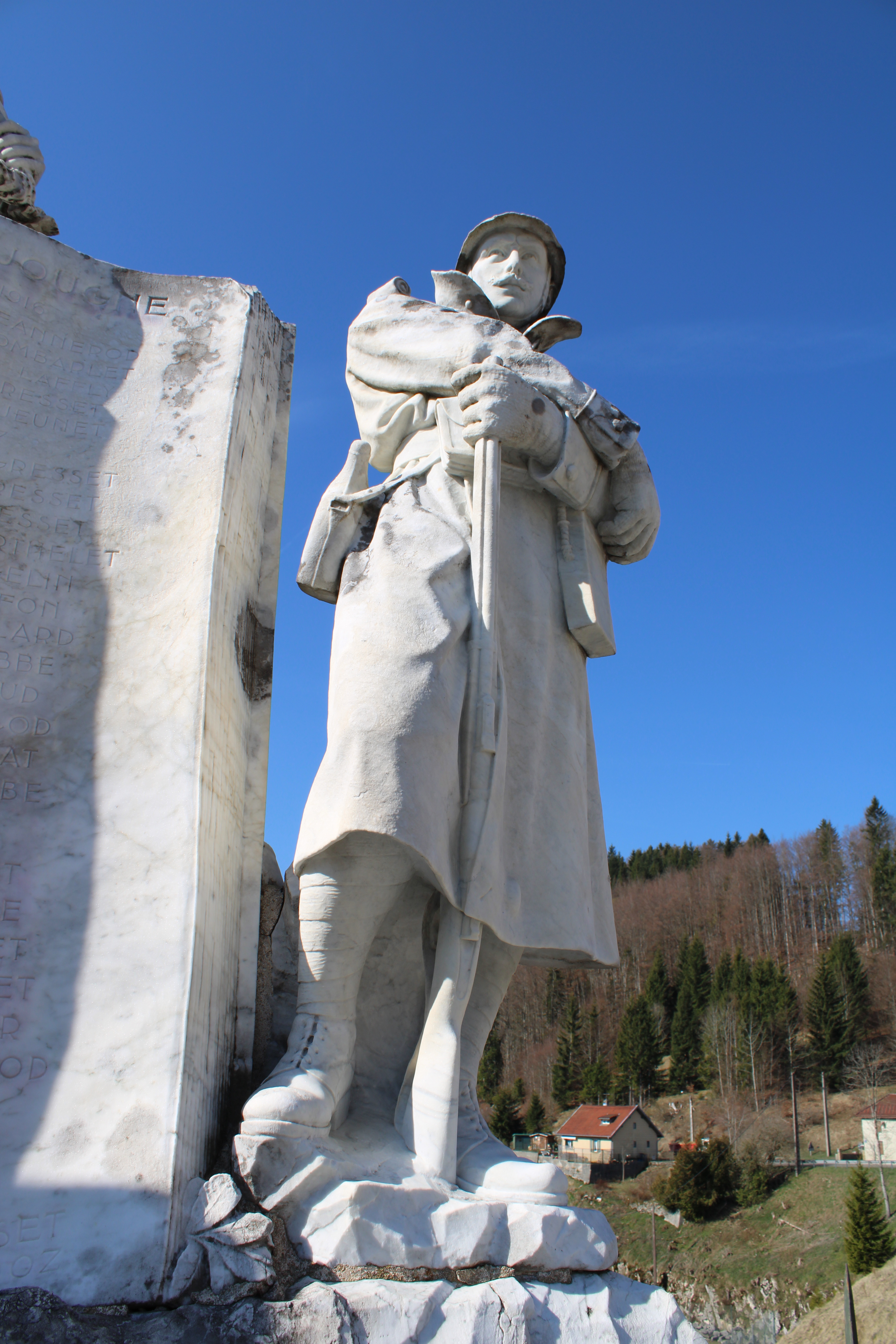
Statue du poilu.
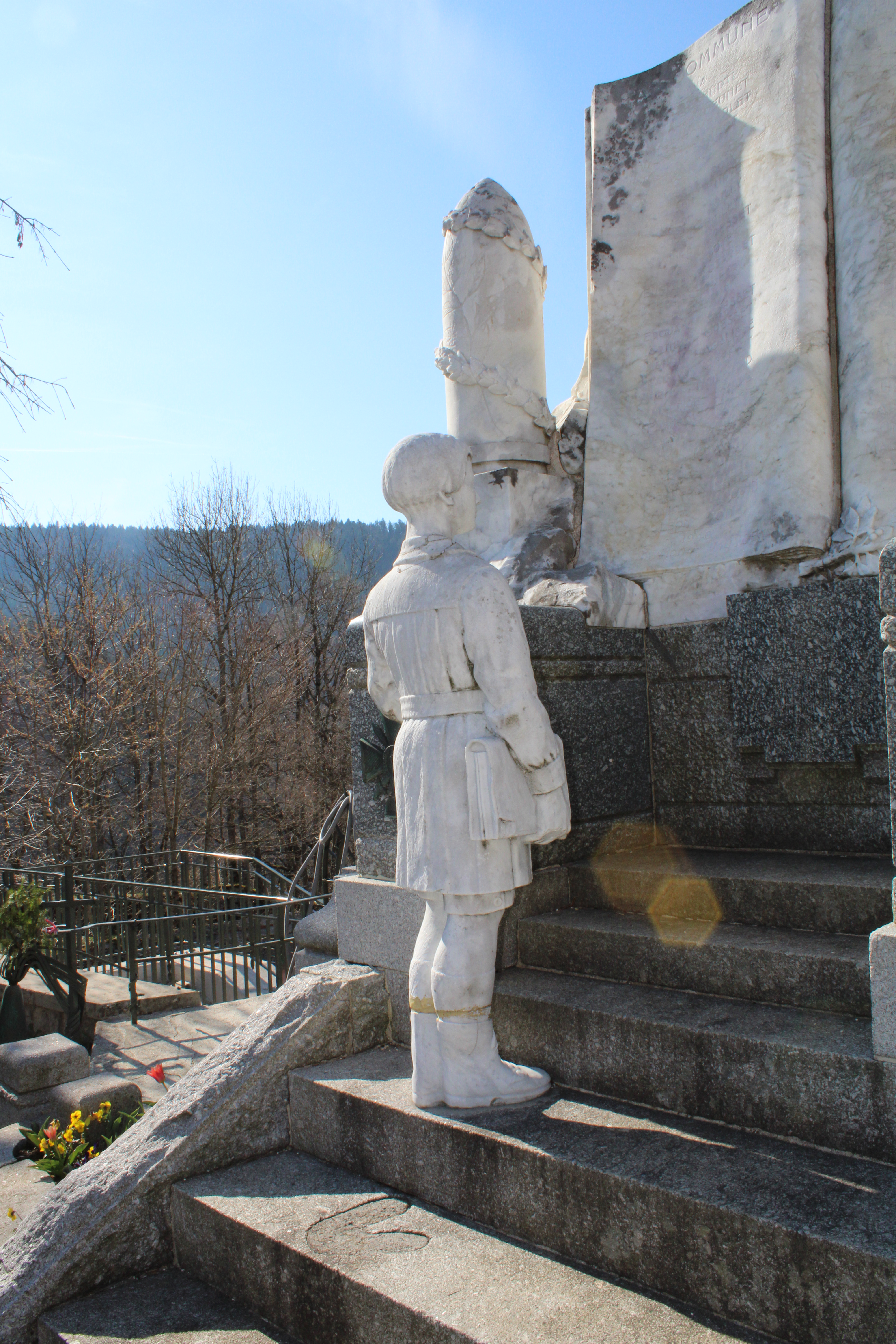
Statue de l'écolier installée en haut des marches.
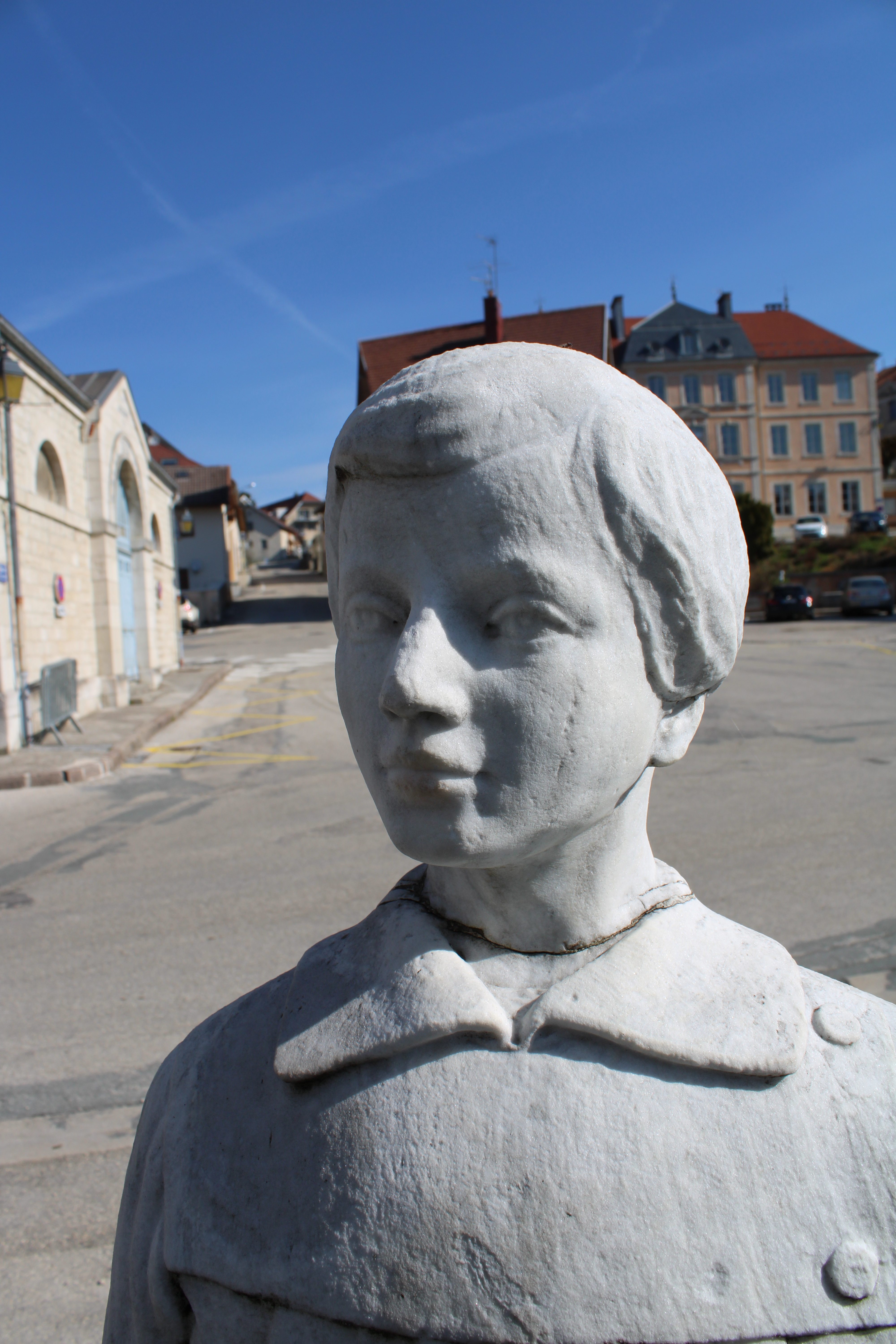
Détail du visage de l'écolier.
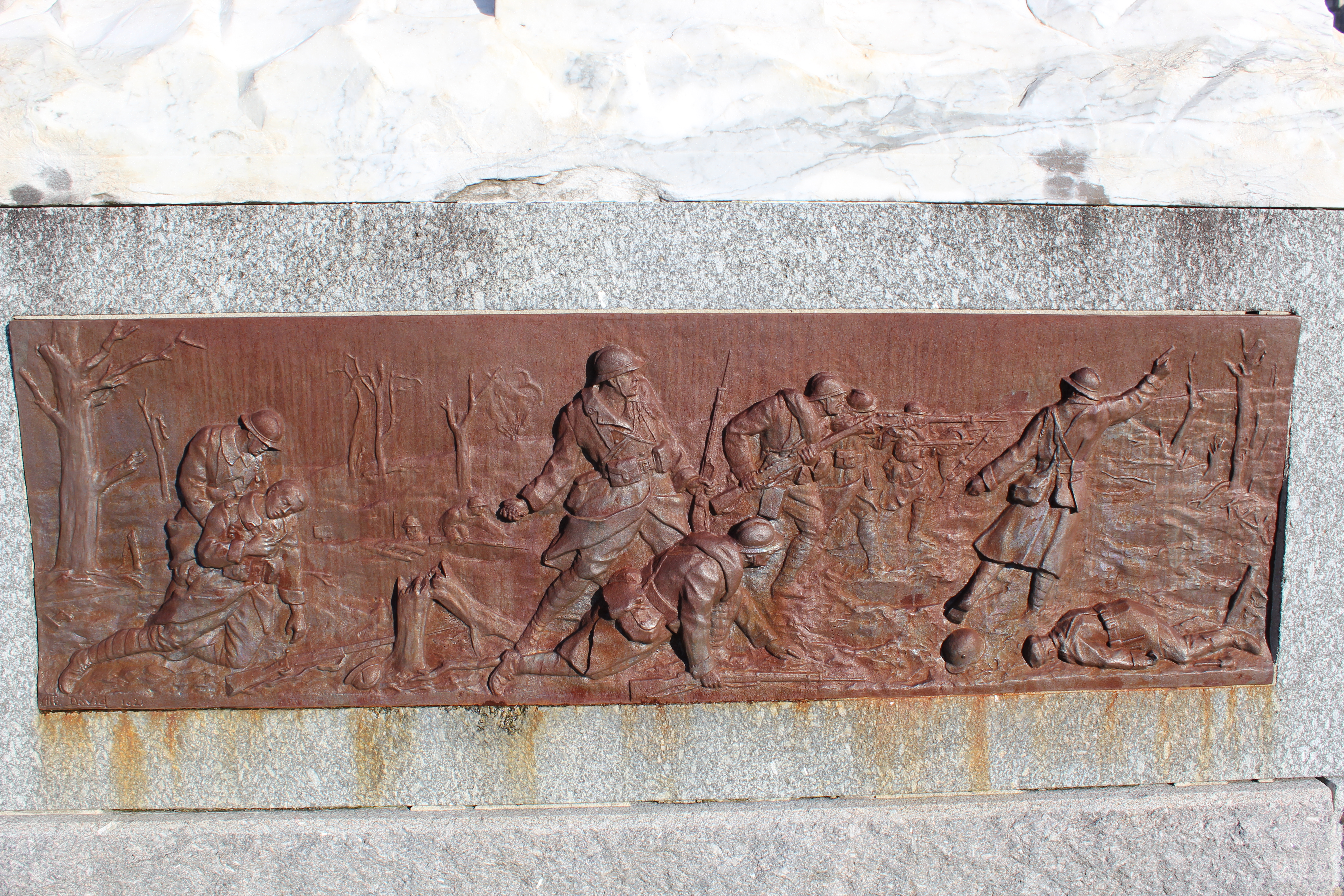
L'arrière du socle présente un bas-relief en bronze intitulé "l'attaque", signé Albert David.
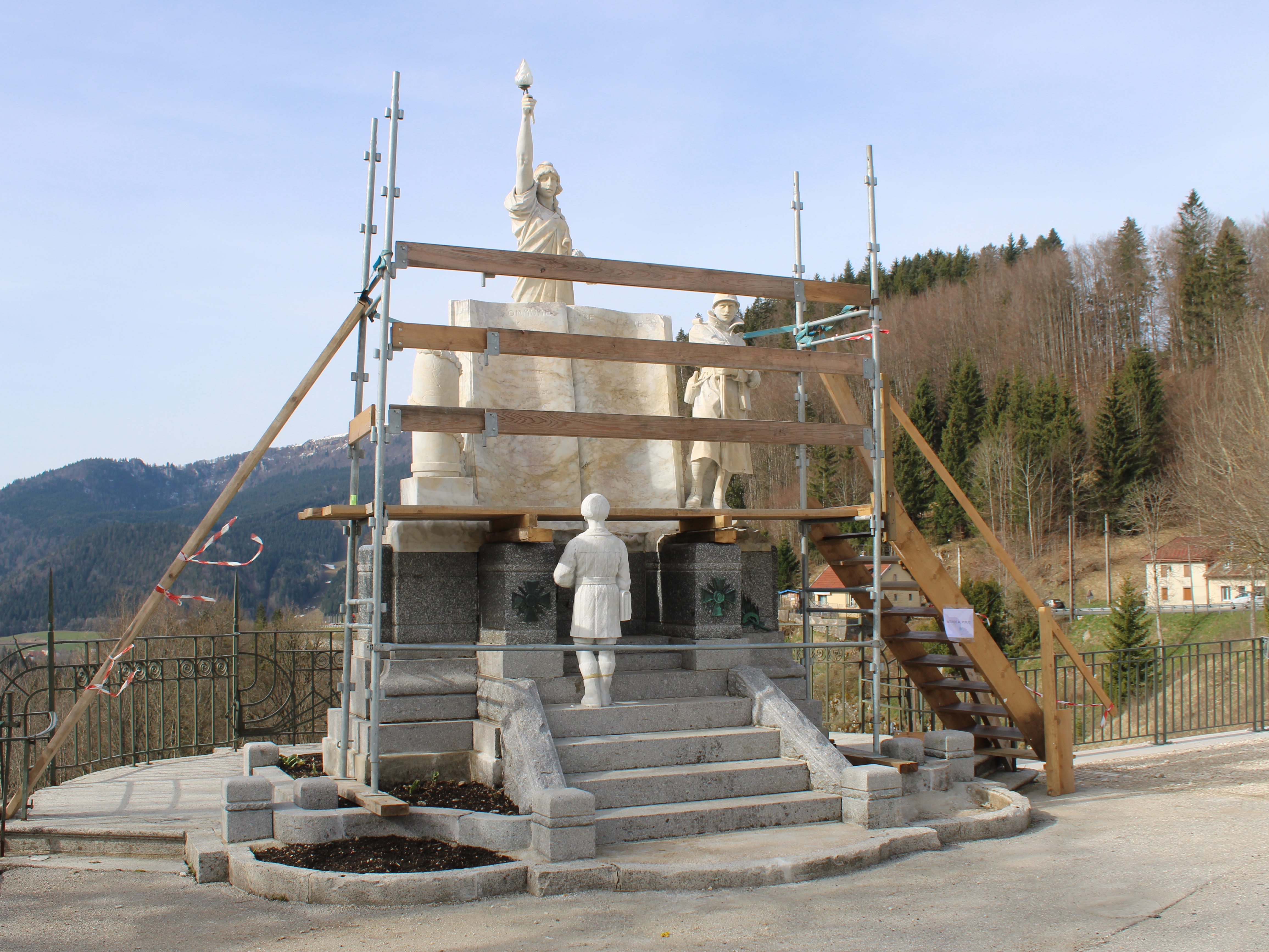
Le monument aux morts en réfection en 2022.